# Philiris innotatus
Philiris innotatus är en fjärilsart som beskrevs av William Henry Miskin 1874. Philiris innotatus ingår i släktet Philiris och familjen juvelvingar. Inga underarter finns listade i Catalogue of Life.

## Bildgalleri

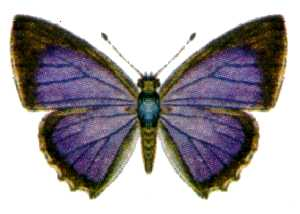